# Episodi di The Great North (prima stagione)
La prima stagione della serie animata The Great North, composta da 11 episodi, è stata trasmessa negli Stati Uniti, da Fox, dal 3 gennaio al 16 maggio 2021.
In Italia viene pubblicata dal 29 settembre al 1º dicembre 2021 su Star.
| nº | Titolo originale              | Titolo italiano                          | Prima TV USA     | Pubblicazione Italia |
| -- | ----------------------------- | ---------------------------------------- | ---------------- | -------------------- |
| 1  | Sexi Moose Adventure          | L'avventura dell'alce sexy               | 3 gennaio 2021   | 29 settembre 2021    |
| 2  | Feast of Not People Adventure | L'avventura del banchetto di non persone | 17 gennaio 2021  | 29 settembre 2021    |
| 3  | Avocado Barter Adventure      | Una cassa di avocado                     | 21 febbraio 2021 | 6 ottobre 2021       |
| 4  | Romantic Meat-Based Adventure | Avventura romantica a base di carne      | 28 febbraio 2021 | 13 ottobre 2021      |
| 5  | Curl Interrupted Adventure    | La squadra di curling                    | 7 marzo 2021     | 20 ottobre 2021      |
| 6  | Pride & Prejudance Adventure  | Il ritorno di zio Brian                  | 14 marzo 2021    | 27 ottobre 2021      |
| 7  | Period Piece Adventure        | Il murale della scuola                   | 21 marzo 2021    | 3 novembre 2021      |
| 8  | Keep Beef-lievin' Adventure   | Bigfoot è stato qui                      | 11 aprile 2021   | 10 novembre 2021     |
| 9  | Tusk in the Wind Adventure    | Il leggendario uomo della montagna       | 18 aprile 2021   | 17 novembre 2021     |
| 10 | Game of Snownes Adventure     | L'avventura del trono delle nevi         | 9 maggio 2021    | 24 novembre 2021     |
| 11 | My Fart Will Go on Adventure  | Il matrimonio                            | 16 maggio 2021   | 1º dicembre 2021     |